# Hippodrome
Pour les articles homonymes, voir Hippodrome (homonymie).

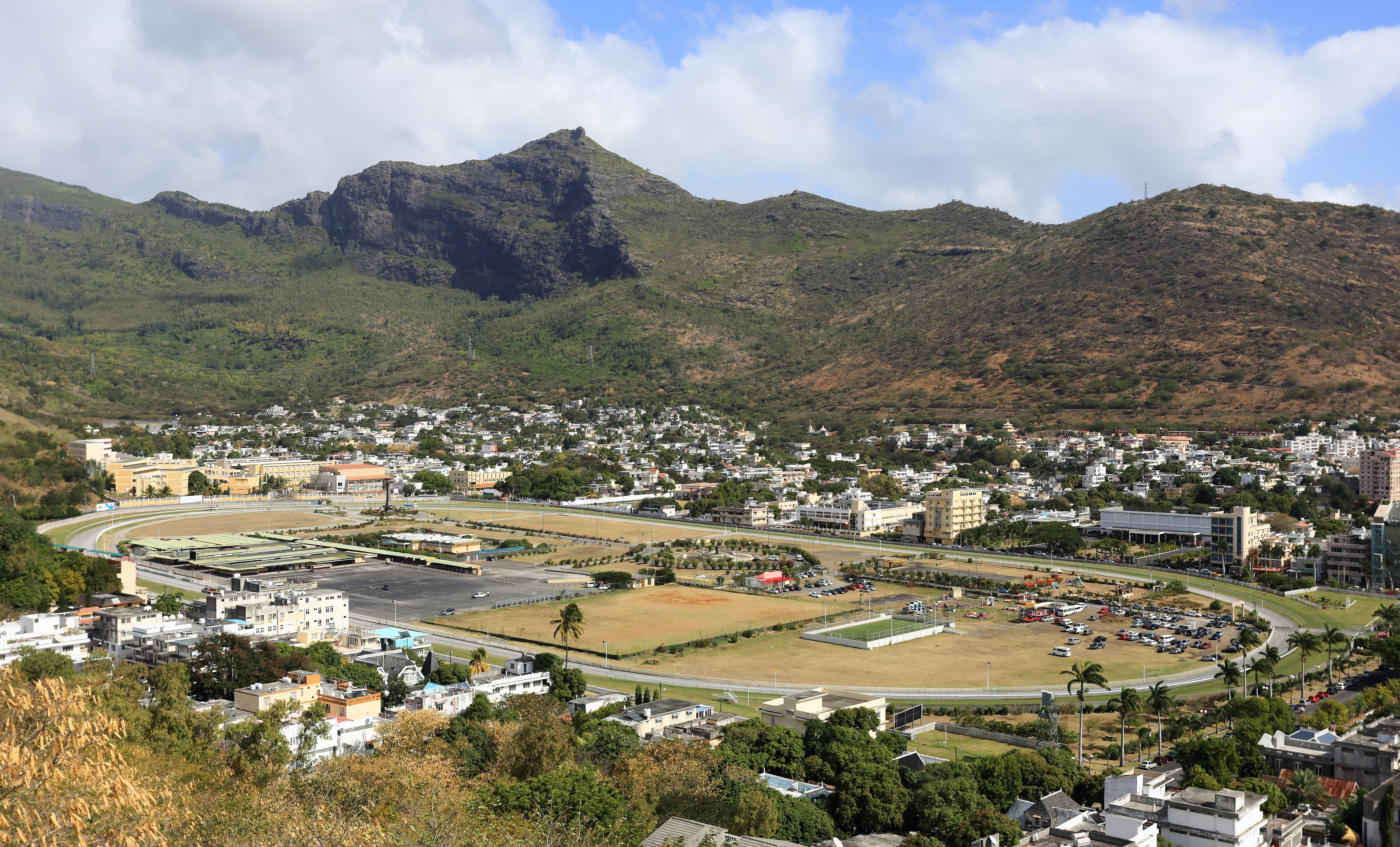
Vue aérienne de l'hippodrome du Champ de Mars situé à Port-Louis sur l'île Maurice.

Un hippodrome est un circuit dévolu au sport hippique (courses de chevaux), généralement de forme oblongue.
Dans le domaine hippique, des gradins ou des tribunes sont disposés aux abords de la piste pour accueillir les spectateurs. D'origine antique, les hippodromes étaient alors dévolus aux courses de chars ou de chevaux. Les premiers hippodromes modernes voient le jour au XVIIe siècle et se développent tout particulièrement au XIXe siècle. La France est le pays qui compte le plus d'hippodromes en Europe.
Par analogie de forme, en aviation, on appelle hippodromes des circuits d'attente, en vol, nommés aussi stacks, pour un ou plusieurs avions à l'arrivée lorsque l'aéroport est congestionné. Plus le nombre d'avions en attente augmente, plus le nombre d'hippodromes augmente.

## Étymologie et terminologie
Le mot « hippodrome » provient du grec ancien, de « cheval » (hippo) et « course » (dromos). Il donne hippodromus en latin classique, puis passe dans la langue française. On le retrouve de façon isolée au XIIIe siècle sous la forme « ypodrome » désignant un cirque pour les courses équestres, puis de manière plus fréquente à partir du XVIe siècle par exemple chez Rabelais, sous sa forme actuelle. Le terme prend son sens de « champ de course » au XIXe siècle. En langue anglaise, une distinction est effectuée entre l'hippodrome antique et l'hippodrome moderne, nommé racecourse.

## Description

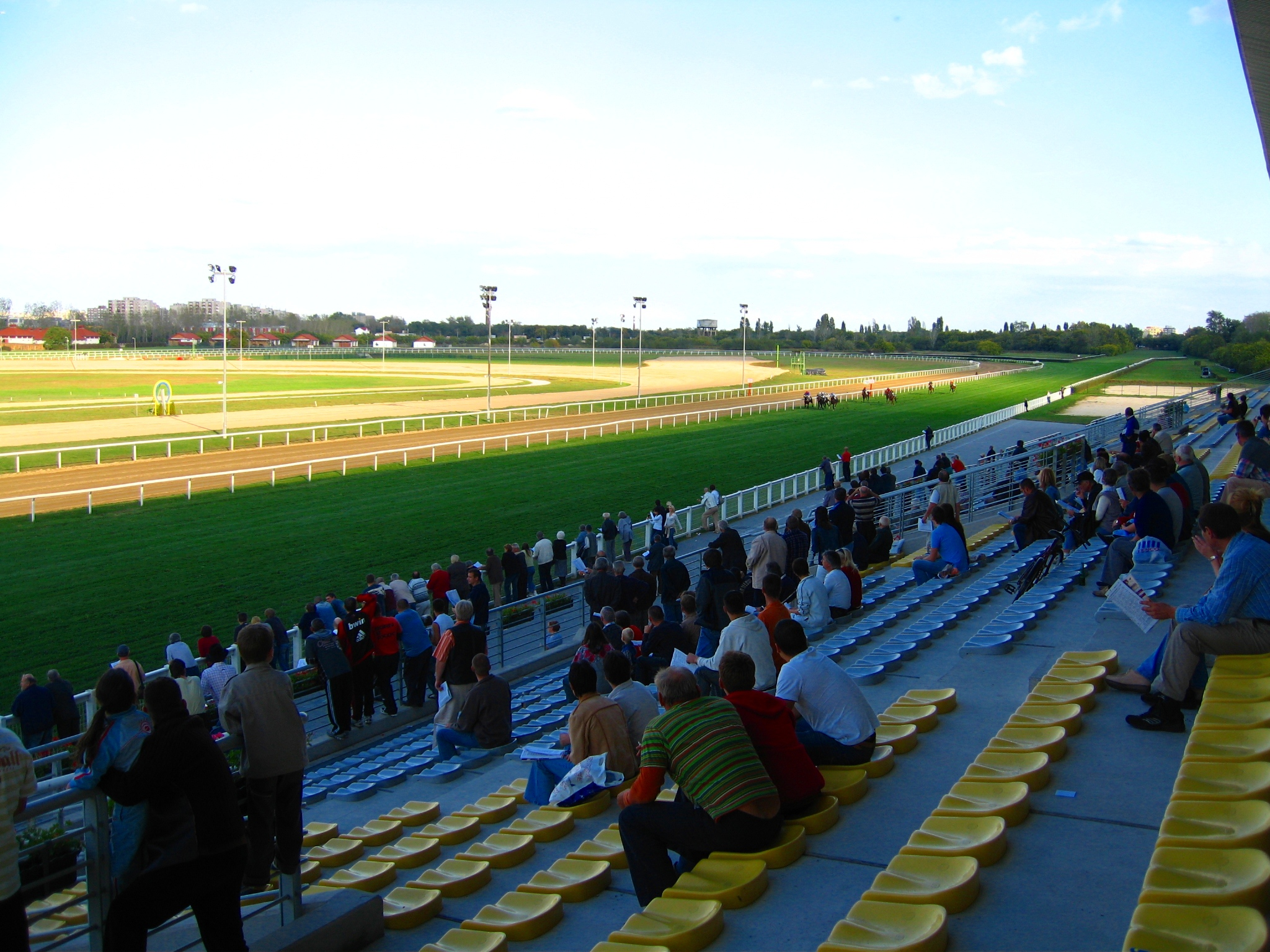
Tribune des spectateurs à Kincsem Park.

Le principal élément de l'hippodrome est une piste, généralement ovale, qui peut être recouverte d'herbe, de sable, ou de diverses matières. Cette piste comporte un poteau d'arrivée ou fil d'arrivée. Autour de l'hippodrome peuvent être réparties des tribunes ou gradins pour les spectateurs, une tribune pour les juges de course, un paddock pour présenter les chevaux avant le départ et un tableau indicateur pour afficher les résultats. Au bord de la piste de l'hippodrome sont répartis des repères de distance. En fonction du type d'hippodrome, celui-ci peut être équipé de boîtes ou stalles de départ. Ceux qui n'en ont pas font appel à un élastique ou à une barrière mobile. Le mot « turf », d'origine anglaise, désigne en réalité la pelouse de l'hippodrome sur laquelle courent les chevaux.

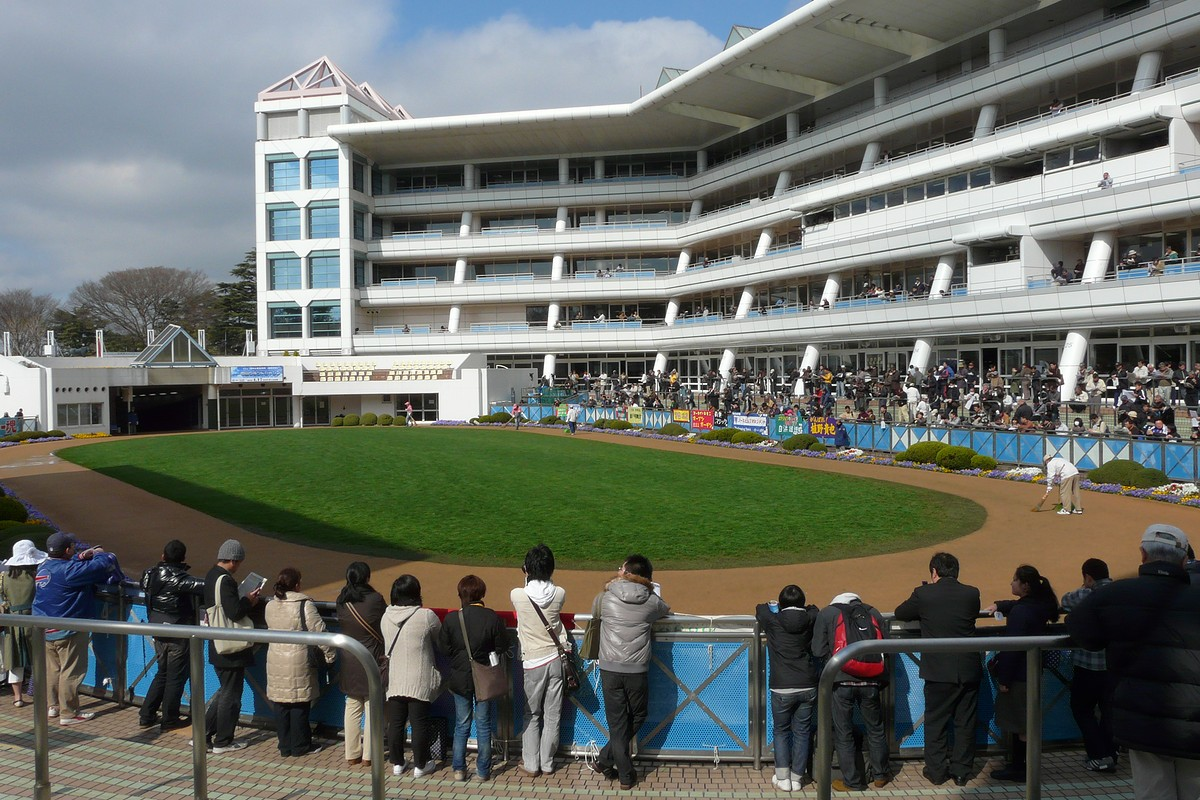
Paddock de présentation.
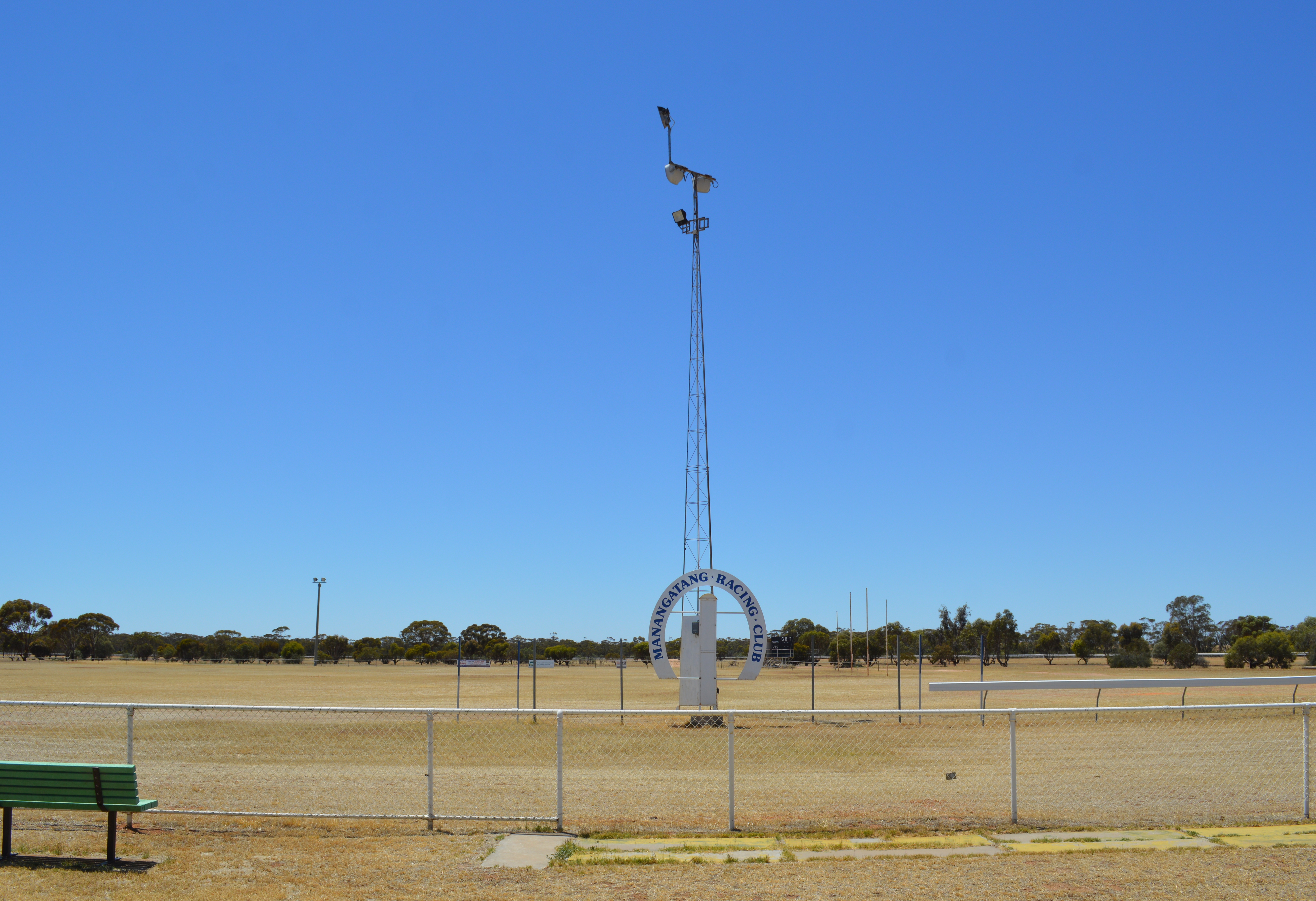
Poteau d'arrivée.
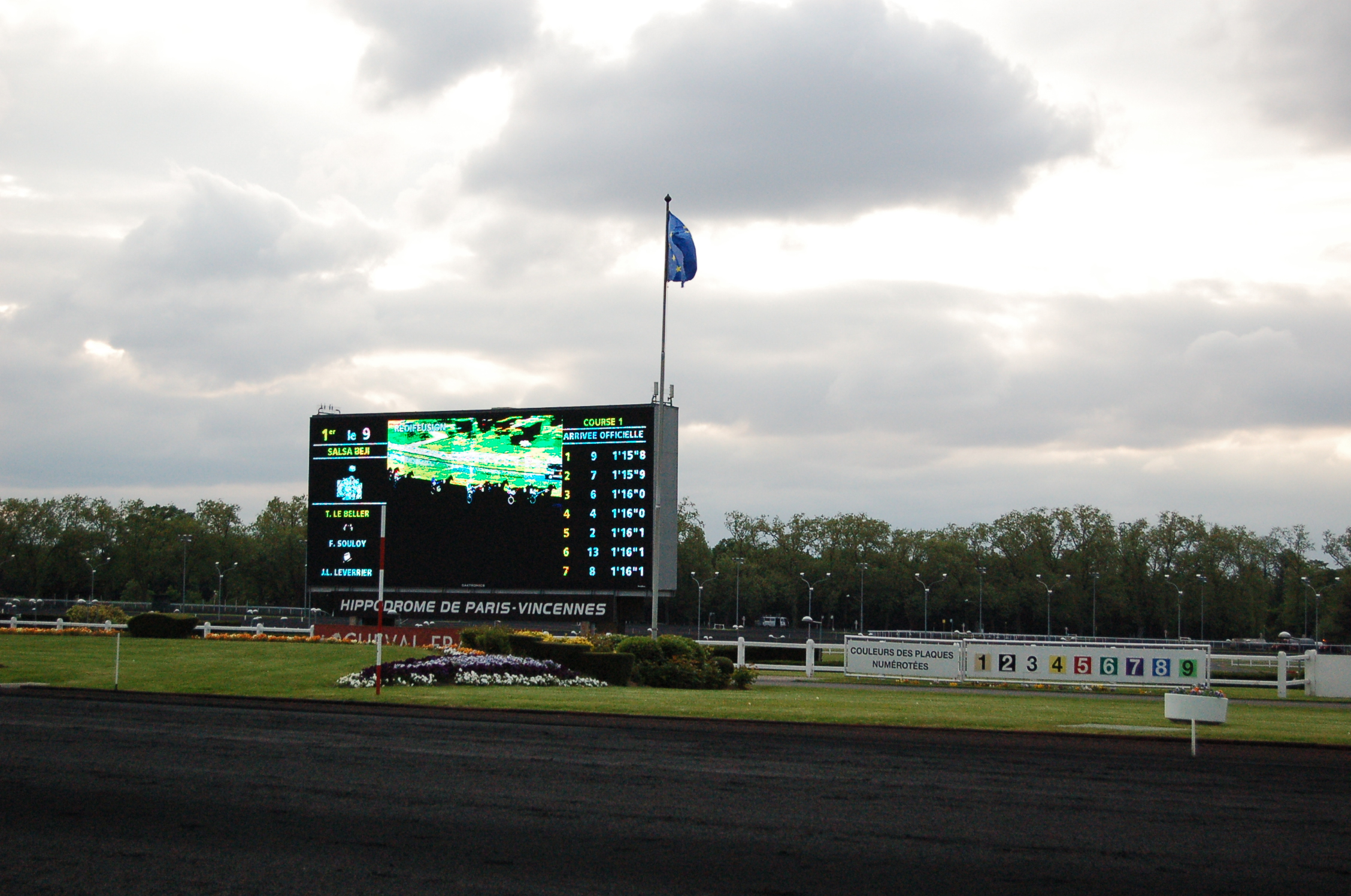
Tableau indicateur.

Il existe des hippodromes marins, aménagés temporairement sur des plages. Il en existe quatre en France, majoritairement en Bretagne : Plouescat, Plestin-les-Grèves, Ploubalay-Lancieux et Jullouville.

## Histoire
L'Iliade d'Homère raconte qu'Achille a tracé une piste pour la course de chars remportée par Diomède. Les premiers hippodromes datent donc de l'Antiquité. Le premier hippodrome permanent de la Rome antique est aménagé par Tarquin l'Ancien. Il s'appelle le Circus Maximus, d'où le terme de cirque, et présente une forme oblongue. Ces cirques sont dédiés aux courses de chars et de chevaux. Le dernier des grands hippodromes de l'Antiquité est celui de Constantinople, qui reste en activité jusqu'à la prise de la ville par la Quatrième croisade le 12 avril 1204.
Les courses de chevaux perdurent pendant tout le Moyen Âge et jusqu'aux débuts de l'ère moderne en France, en Italie et en Angleterre principalement, mais sans qu'il soit fait mention de pistes d'hippodrome. Les premières épreuves de sport hippique modernes se tiennent à Paris le 15 mai 1651 en présence de Louis XIV et du futur Charles II d'Angleterre, toujours sans mention d'hippodrome. Il faut attendre le début du XVIIe siècle pour que le premier hippodrome moderne ouvre à Newmarket, en Angleterre. Le roi Charles II d'Angleterre lui permet d'obtenir la supériorité sur tous les autres hippodromes. La traditionnelle course de mai, nommée « Craven », est instituée en 1671.
Le 1er juillet 1700, à Saint-Germain-en-Laye, une course est organisée entre notables anglais et français, pour laquelle la piste est délimitée au cordeau. Le 20 avril 1776 est inauguré le premier hippodrome français permanent près de Paris, dans la plaine des Sablons, à Neuilly. L'hippodrome de Vincennes est créé en 1780 pour faire plaisir à Marie-Antoinette d'Autriche, passionnée par ce sport. La rénovation des courses hippiques entraîne une multiplication des constructions d'hippodromes aux XVIIIe siècle et XIXe siècle : en 1851, on compte 51 hippodromes en France. Le sport hippique est le sport le plus regardé durant cette période en Angleterre et en France. Les hippodromes permanents se multiplient aussi en Italie.

## Répartition
Avec 236 hippodromes répertoriés au 1er janvier 2019, la France rassemblerait quasiment la moitié de l'ensemble des hippodromes européens. En plus des grands hippodromes parisiens, ceux de Deauville, Vichy ou Cagnes-sur-mer sont réputés.
Des inaugurations d'hippodromes se multiplient depuis peu dans le monde arabe et en Asie : l’hippodrome de Meydan, à Dubaï, a été inauguré en décembre 2009 et accueille notamment la Dubai World Cup.
L’hippodrome de Woodbine, à Toronto, a été rénové en 2004.
Le continent africain ne compte qu'une quinzaine d'hippodromes.

## Scandale
En 2015, un documentaire de Spécial investigation intitulé « Scandales à l'hippodrome » dénonce plusieurs jockeys, drivers et propriétaires de chevaux qui se servent des courses des hippodromes de province, dont les récompenses sont moins fortement dotées, pour entraîner leurs meilleurs chevaux en les préservant volontairement en vue de courses mieux dotées. La pratique s'appelle « faire le tour » et pénalise essentiellement les parieurs.